# Милица Сербская
Ми́лица Се́рбская (серб. Кнегиња Милица, в монашестве Евгения, в схиме Евфросиния; ок. 1335 — 11 ноября 1405, монастырь Любостиня) — жена сербского князя Лазаря Хребеляновича. Происходит из княжеской династии Неманичей. Её отец — князь Вратко, в народной традиции известен как Юг-Богдан.

## Биография
Милица родилась около 1335 года, а примерно в 1353 году вышла замуж за Лазаря Хребеляновича. После смерти царя Стефана Уроша Лазарь стал князем Рашки со столицей в Крушевце.
У князя Лазаря и княгини Милицы было восемь детей. Три сына (Добривой (умер при рождении), Стефан и Вук) и пять дочерей (Елена, Мара, Драгана, Теодора и Оливера). Мара была выдана за Вука Бранковича, Елена — за Джурджа II Балшича, Драгана — за болгарского царя Ивана Шишмана, Теодора (Елена) — за бана Николу II Горянского, а самая младшая, Оливера — за турецкого султана Баязида I.
Когда муж Милицы в 1389 году погиб на Косовском поле в битве с турками, она стала управлять Сербией при малолетстве её сыновей. Вела дипломатические переговоры с Османской империей, в 1398 году вместе с близкой подругой Еленой (в монашестве — Евфимия), вдовой деспота Углеше Мрнявчевича, отправилась к султану Баязиду и представляла интересы своего малолетнего сына Стефана. При её участии в Белград были перенесены мощи преподобной Параскевы Сербской.
После совершеннолетия её сына Стефана ушла с Еленой в монастырь Любостыня, который сама же и основала. В нём постриглась в монахини и получила имя Евгения. Перед смертью приняла схиму с именем Ефросиния. Скончалась 11 ноября 1405 года и была похоронена в монастыре.
Сербская православная церковь причислила Милицу к лику святых, память совершается 19 июля (1 августа по новому стилю) для всех церквей, принявших евхаристической общение с Сербской православной церковью; также только для СПЦ установлен дополнительный день почитания 12 сентября (по новому стилю).
Милица занималась литературой. Известны её произведения «Молитва матери» (серб. Молитва матере) и «Вдовству моему жених» (серб. Удовству мојему женик). Считается, что её литературный дар унаследовали её дочь Елена Балшич и сын Стефан. Дети Лазаря и Милицы именуются Лазаревичами.